# کمی آدکویا
کمی آدکویا (انگلیسی: Kemi Adekoya؛ زادهٔ ۱۶ ژانویهٔ ۱۹۹۳) دونده نیجریه‌تبار اهل بحرین است.